# Jakamar- och trögfåglar
Jakamar- och trögfåglar (Galbuliformes) är en nyligen beskriven ordning som förekommer i Syd- och Centralamerika och omfattar familjerna jakamarer och trögfåglar. De båda familjerna är besläktade med de hackspettartade fåglarna men formar en egen evolutionär utvecklingslinje. Generellt förekommer de i skogar på låg höjd och lägger sina ägg i hålor i marken.